# 13. květen
13. květen je 133. den roku podle gregoriánského kalendáře (134. v přestupném roce). Do konce roku zbývá 232 dní.

## Události

### Česko
- 1736 – V Brně se konal první historicky zdokumentovaný ohňostroj. Uskutečnil se ke korunovaci milostného obrazu Panny Marie Svatotomské.
- 1894 – V Karlových Varech byl otevřen nové postavený luxusní Grandhotel Pupp.
- 1911 – Let Jana Kašpara z Pardubic do Velké Chuchle, symbolický počátek českého letectví (121 km překonal za 92 minut ve výšce okolo 800 m).
- 1918 – Národní přísahu, manifestační vystoupení představitelů politického a kulturního života na podporu českých národně politických požadavků, ve Smetanově síni přečetl Alois Jirásek
- 1938 – Československá vláda schválila návrh národnostního statutu. Hlavními zásadami se měly stát samospráva a poměrnost Čechů s Němci při zastoupení v úřadech a podnicích.
- 1945 – Obnovení činnosti Židovského muzea v Praze.
- 2001 – Český reprezentační tým se potřetí po sobě stal mistrem světa v ledním hokeji.
- 2006 – Předsedou ČSSD se stává Jiří Paroubek.
- 2016 – První transplantaci dělohy v Česku provedli lékaři z IKEMu a Fakultní nemocnice v Motole v Praze.

### Svět
- 0609 – Papež Bonifác IV. mění Pantheon na křesťanskou baziliku.
- 1610 – korunovace Marie Medicejské francouzskou královnou v bazilice Saint-Denis
- 1779 – Byl podepsán těšínský mír jenž ukončil válku o bavorské dědictví.
- 1846 – Spojené státy americké vyhlásily válku Mexiku.
- 1917 – Odehrálo se první ze série šesti mariánských zjevení ve Fátimě.
- 1950 – Uskutečnil se první závod F1, VC Velké Británie a nakonec i celý ročník vyhrál Ital Giuseppe Farina za tým Alfa Romeo.
- 1981 – Došlo k atentátu na papeže Jana Pavla II. Papež byl zraněn, atentátník Mehmet Ali Ağca byl zatčen.
- 1985 – Ve Filadelfii došlo k policejnímu zásahu, označovanému jako bombardování MOVE.
- 1995 – 33letá Britka Alison Hargreavesová se stala první ženou, která zdolala Mount Everest bez kyslíkových lahví, nebo pomocí šerpy.
- 2005 – Masakr v Andižanu, uzbecká armáda zahájila palbu na masu lidí, kteří protestovali proti špatným životním podmínkám.
- 2009 – Vznik populární počítačové hry Minecraft.

## Narození

### Česko

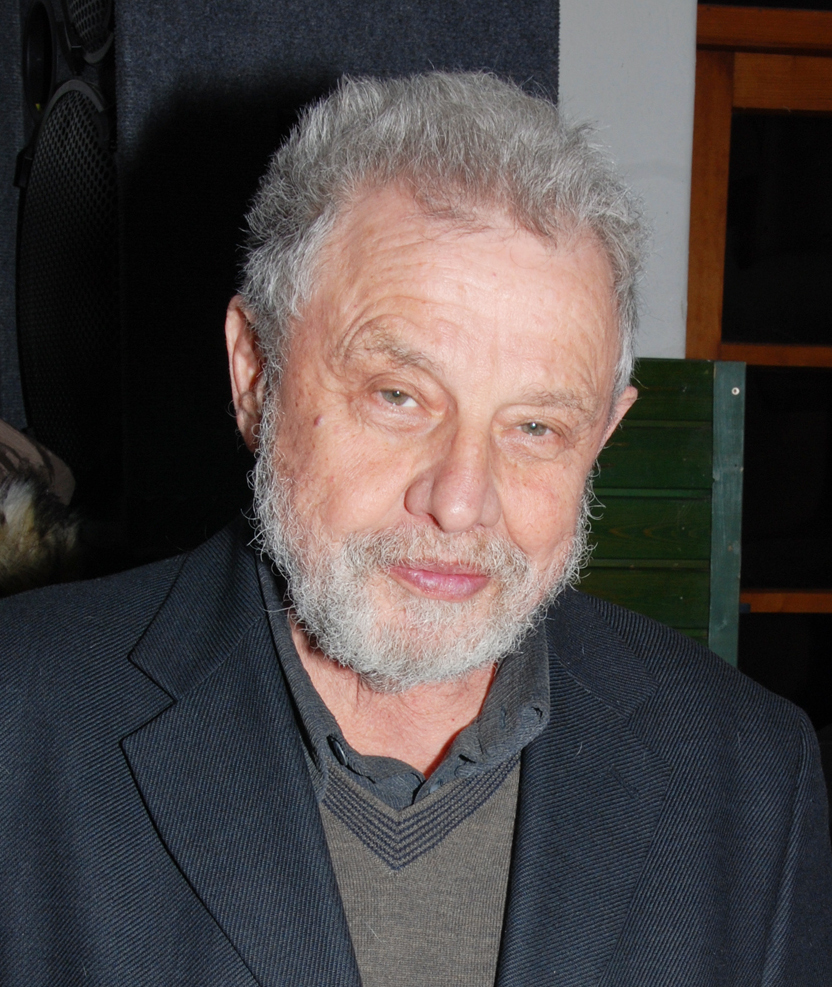
Pavel Dvořák (* 1937)

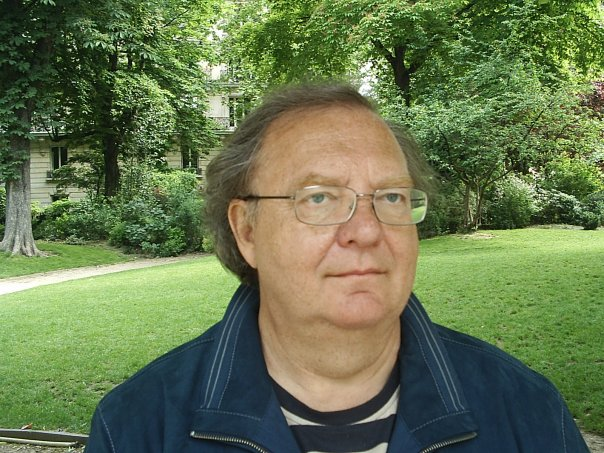
Vladimír Kavčiak (* 1950)

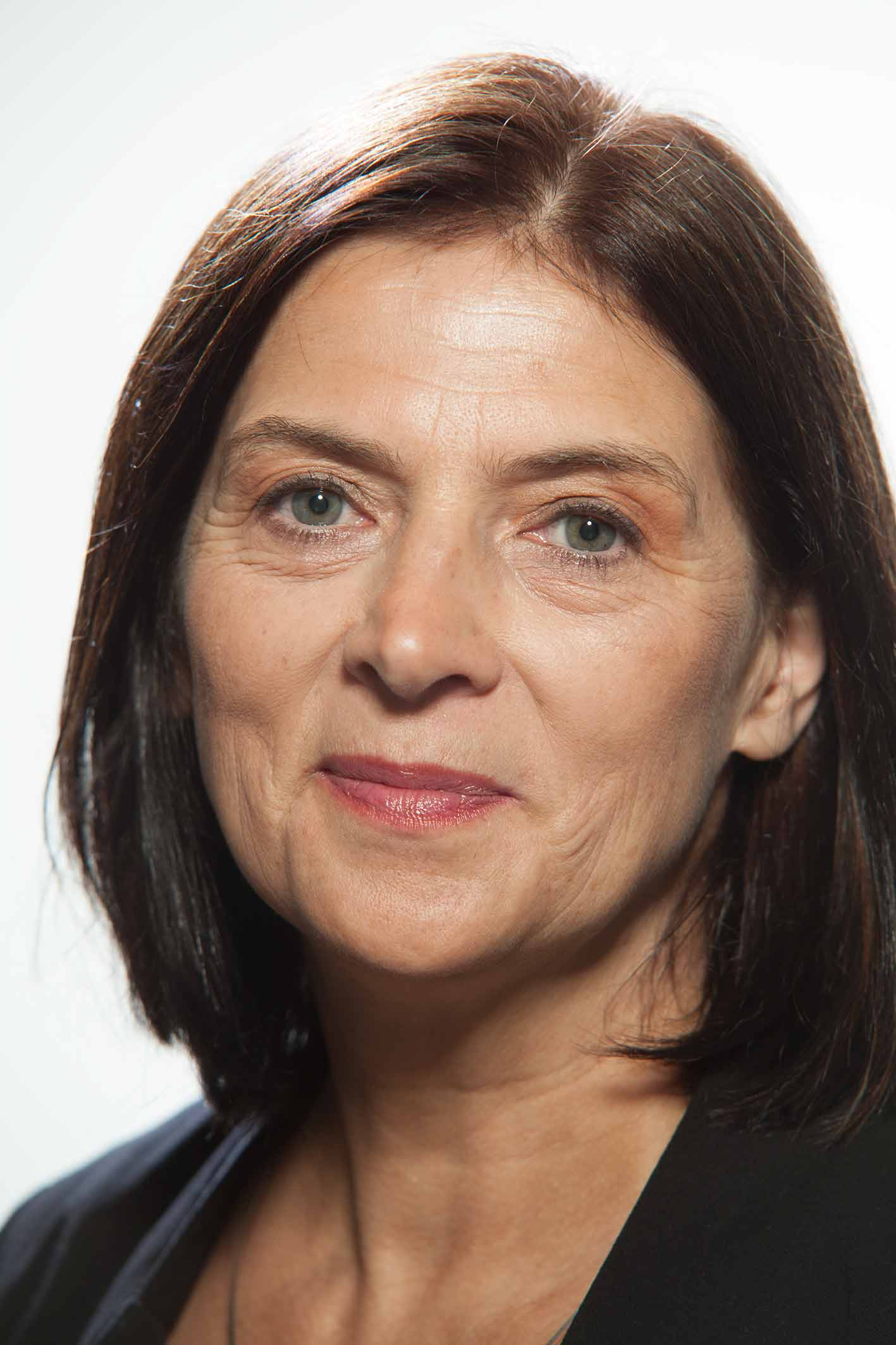
Rut Kolínská (* 1953)

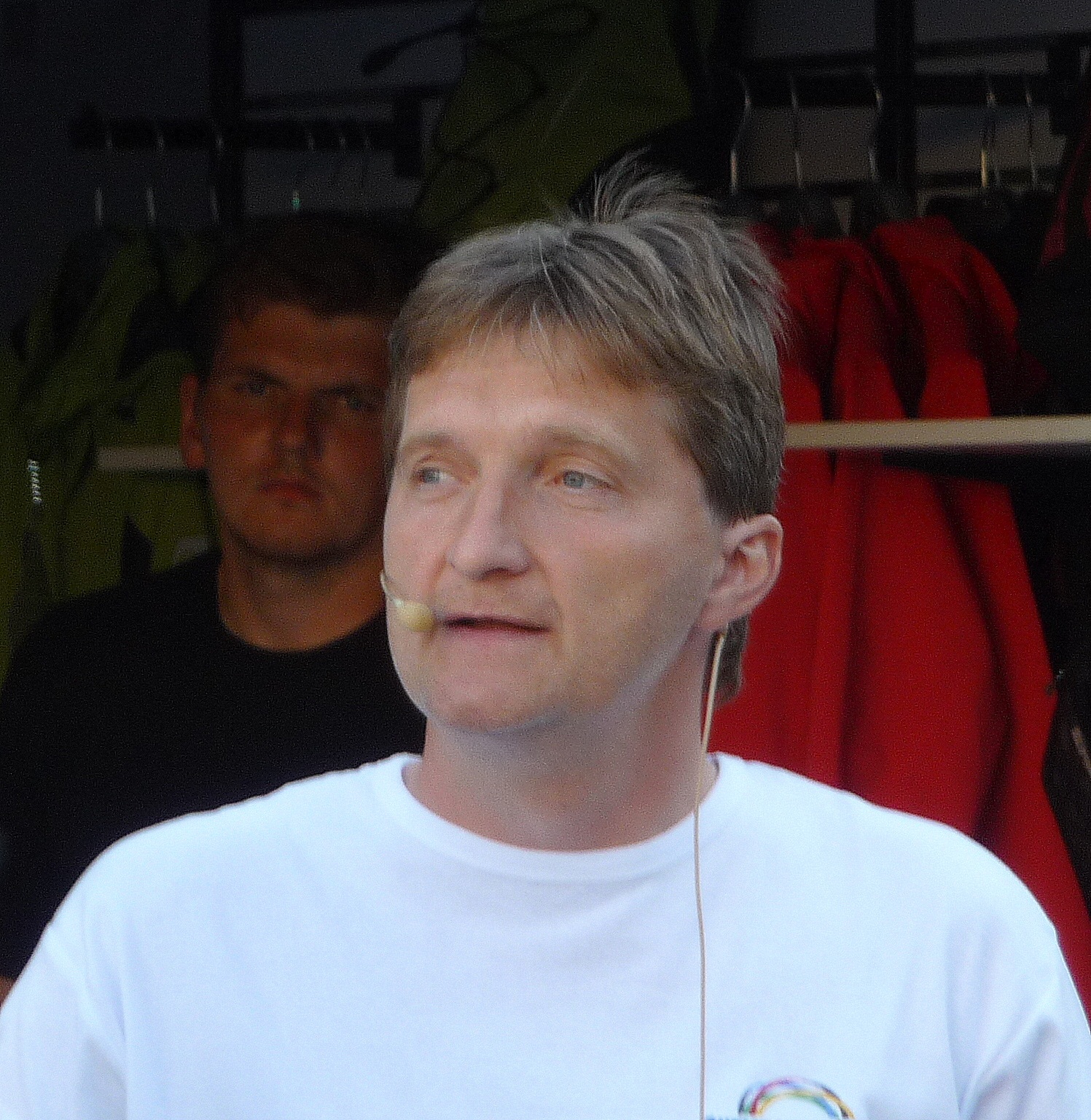
Jaromír Bosák (* 1965)

- 1717 – Marie Terezie, uherská královna od roku 1741 a česká královna od roku 1743 († 29. listopadu 1780)
- 1756 – Vojtěch Živný, hudebník a pedagog († 21. února 1842)
- 1785 – Antonín Liewald, západočeský průmyslník († ?)
- 1795 – Pavel Josef Šafařík, český a slovenský spisovatel († 26. červen 1861)
- 1840 – Josef Frankovský, herec († 15. září 1901)
- 1845
  - Servác Heller, novinář a spisovatel († 2. září 1922)
  - František Kytka, knihkupec a nakladatel († 20. prosince 1898)
- 1849 – Jan Dvořák, lékař a politik († 12. prosince 1916)
- 1859 – Josef Kachník, teolog († 3. prosince 1940)
- 1860 – Karel Snětina, lékař, sběratel a archeolog († 15. července 1942)
- 1862 – Josef Mojžíšek, hudebník († 8. května 1938)
- 1863 – Ludvík Krupka, právník a politik († 7. ledna 1947)
- 1866 – Ottokar Nováček, houslista, violista a skladatel českého původu († 3. února 1900)
- 1871 – František Obzina, československý politik († 26. července 1927)
- 1877 – T. F. Šimon, malíř († 19. prosince 1942)
- 1884 – Oskar Rosenfeld, spisovatel a novinář († srpen 1944)
- 1887 – Jan Satorie, československý legionář a brigádní generál († 30. dubna 1949)
- 1890 – Jan Víšek, architekt († 6. června 1966)
- 1891 – Jan Svatopluk Procházka, přírodovědec († 30. ledna 1933)
- 1911 – Zdeněk Hofbauer, herec, režisér († 20. listopadu 1953)
- 1913
  - František Domažlický, houslista a skladatel († 29. října 1997)
  - Vladimír Dvořák, bezpartijní poslanec v 50. letech († ?)
- 1917 – Ewald Osers, básník a překladatel († 10. října 2011)
- 1921 – Vratislav Štůla, protinacistický odbojář († 8. ledna 1968)
- 1923 – Bohuš Balajka, literární historik a kritik († 7. února 1994)
- 1926 – František Vacovský, československý hokejový reprezentant († 23. září 2016)
- 1931 – Milan Hrala, profesor ruské literatury, překladatel († 13. července 2015)
- 1934
  - Milan Šulc, herec († 10. července 2004)
  - Josef Hlaváček, estetik a výtvarný kritik († 1. října 2008)
  - František Fröhlich, překladatel ze severských jazyků († 13. července 2014)
- 1935
  - Jan Saudek, fotograf
  - Kája Saudek, malíř a komiksový kreslíř († 26. června 2015)
- 1937 – Pavel Dvořák, slovenský historik, spisovatel a publicista († 21. prosince 2018)
- 1939 – Pavel Valíček, botanik a agronom († 26. srpna 2023)
- 1940 – Jan Vlček, akademický malíř
- 1943 – Michal Dymáček, matematik a politik
- 1944
  - Lubomír Mlčoch, ekonom
  - Ladislav Šustr, politik
  - Petr Hapka, hudebník, skladatel, zpěvák a dirigent († 25. listopadu 2014)
- 1948
  - Dagmar Andrtová-Voňková, kytaristka, skladatelka a zpěvačka
  - Vladimír Kavčiak, režisér, scenárista a český spisovatel
  - Ivan Klánský, klavírní interpret a pedagog
  - Viktor Polesný, režisér a scenárista
- 1952 – Jiří Běhounek, lékař a politik
- 1953
  - Rut Kolínská, zakladatelka hnutí mateřských center v České republice
  - Marie Noveská, politička († 11. září 1998)
- 1954
  - Karel Cieślar, architekt
  - Vladimír Sládeček, soudce Ústavního soudu České republiky
- 1957 – Martin Poláček, varhanář a restaurátor varhan
- 1958 – Hana Machková, ekonomka a rektorka Vysoké školy ekonomické v Praze
- 1959 – Vladimír Dbalý, neurochirurg
- 1965
  - Jaromír Bosák, sportovní komentátor a novinář
  - Zuzana Slavíková, herečka
- 1966 – Lenka Černá, československá a česká házenkářka
- 1989 – Lukáš Vácha, fotbalista

### Svět

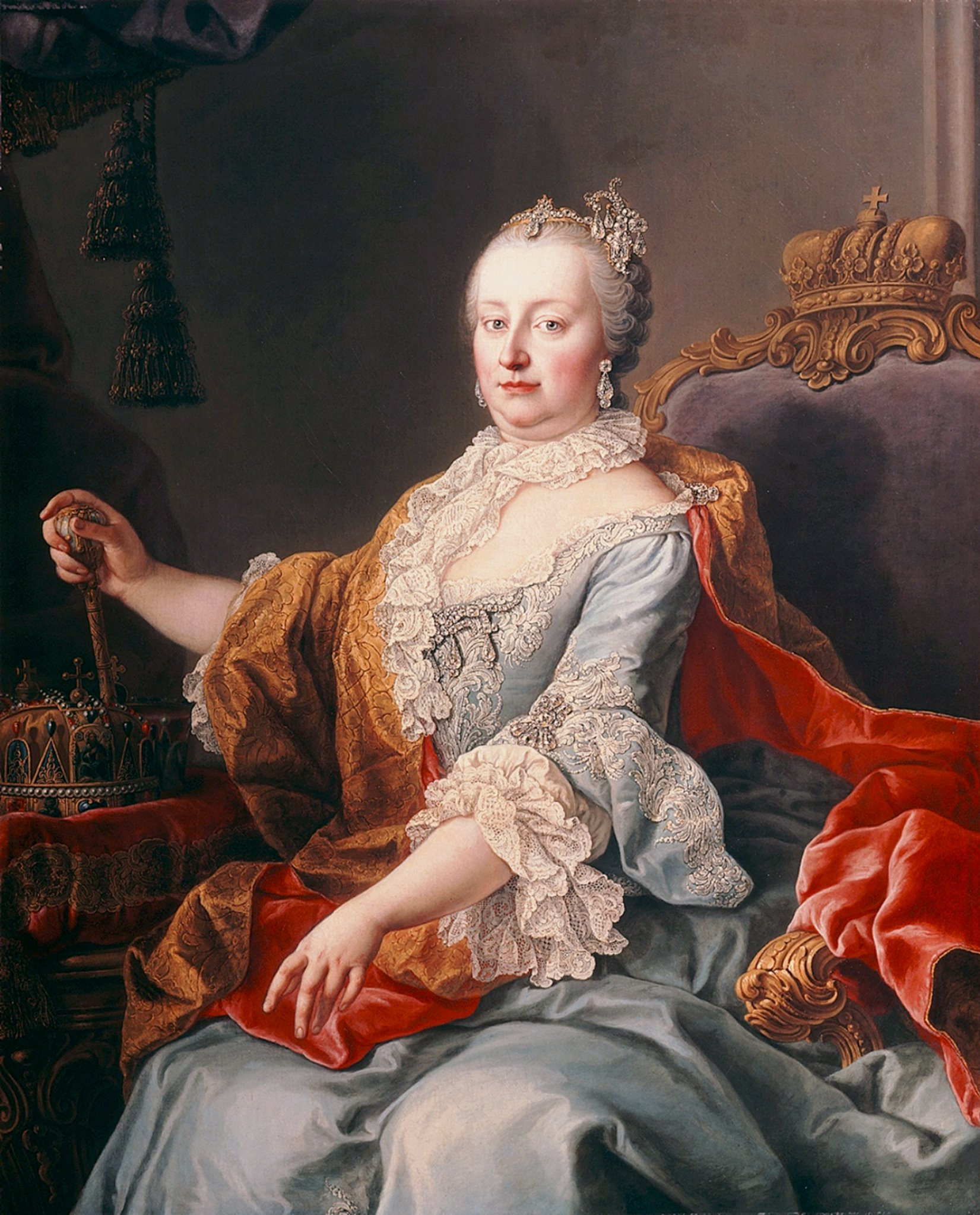
Marie Terezie (* 1717)

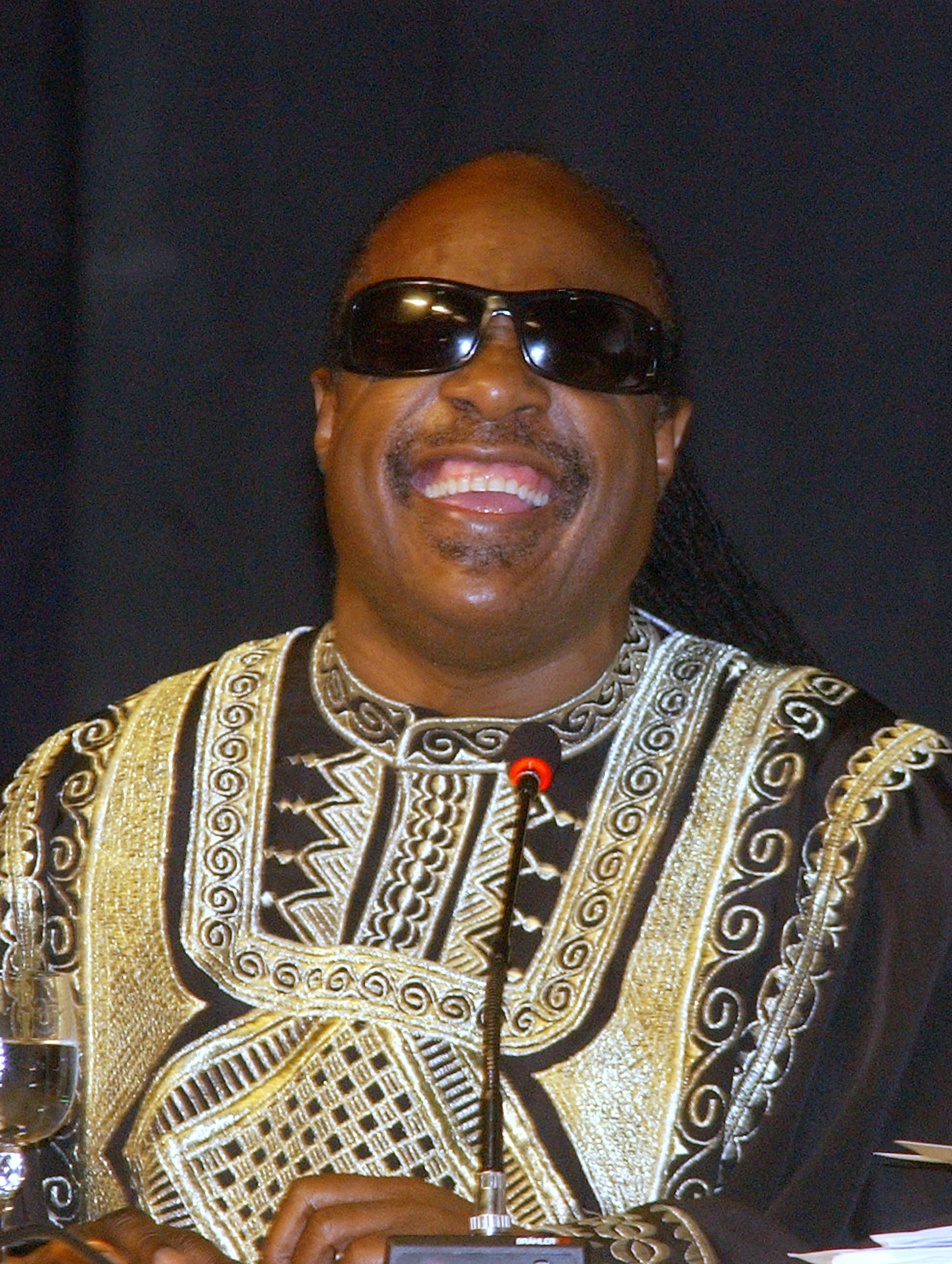
Stevie Wonder (* 1950)

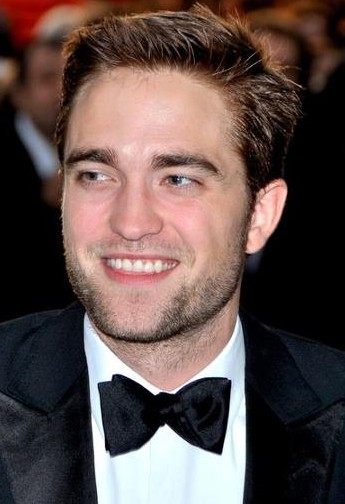
Robert Pattinson (* 1986)

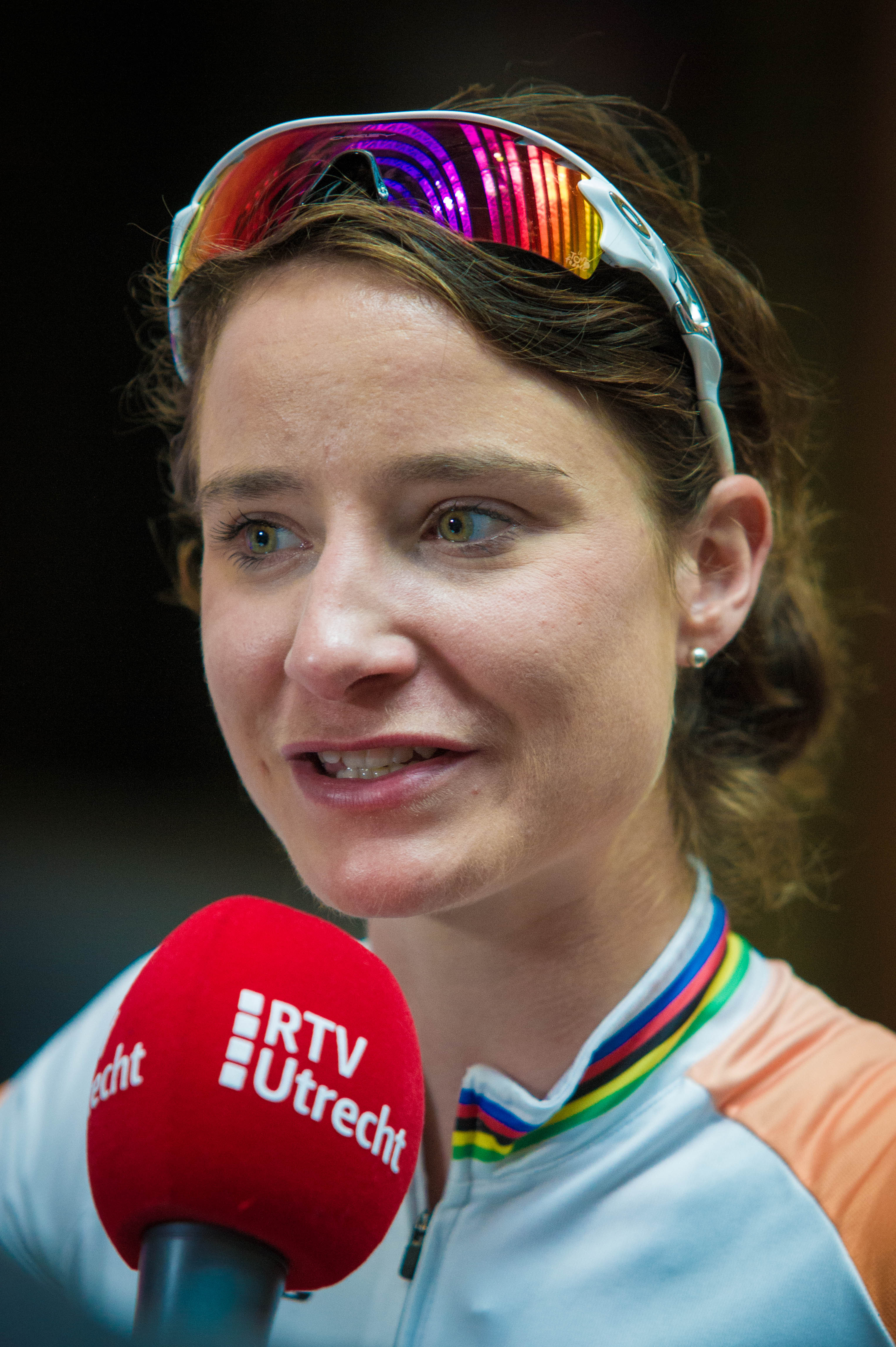
Marianne Vosová (* 1987)

- 1024 – Svatý Hugo z Cluny, opat benediktinského opatství Cluny († 28. dubna 1109)
- 1133 – Hónen, japonský buddhistický mnich († 29. února 1212)
- 1254 – Marie Brabantská, francouzská královna († 12. ledna 1322)
- 1638 – Richard Simon, francouzský katolický kněz, hebraista a orientalista († 11. dubna 1712)
- 1655 – Inocenc XIII., papež († 7. března 1724)
- 1699 – markýz de Pombal, portugalský premiér († 8. května 1782)
- 1713 – Alexis Clairaut, francouzský matematik, geometr a geodet († 17. května 1765)
- 1717 – Marie Terezie, uherská královna od roku 1741 a česká královna od roku 1743 († 29. listopadu 1780)
- 1726 – Anton Bernard Gürtler, katolický biskup († 28. května 1791)
- 1730 – Charles Watson-Wentworth, britský státník a politik, ve dvou obdobích zastával funkci britského premiéra († 1. července 1782)
- 1742 – Marie Kristina Habsbursko-Lotrinská, rakouská arcivévodkyně, dcera Marie Terezie († 24. června 1798)
- 1750 – Lorenzo Mascheroni, italský básník a matematik († 14. července 1800)
- 1753 – Lazare Carnot, francouzský politik, vědec, pevnostní stavitel a generál († 2. srpna 1823)
- 1754 – Jean Joseph Ange d'Hautpoul, francouzský generál († 12. února 1807)
- 1767 – Jan VI. Portugalský, portugalský král († 10. března 1826)
- 1791 – Emilie Ortlöpp, druhá manželka Viléma II. Hesenského († 12. února 1843)
- 1792 – Pius IX., papež († 7. února 1878)
- 1804 – Alexej Chomjakov, ruský filozof, spisovatel a básník († 5. října 1860)
- 1812 – Adolphe Braun, francouzský textilní designér a fotograf († 31. prosince 1877)
- 1818 – Eduard von Engerth, rakouský malíř († 28. července 1897)
- 1825 – John Lawrence LeConte, americký entomolog († 15. listopadu 1883)
- 1828 – Alfred von Kremer, předlitavský orientalista, diplomat a politik († 27. prosince 1889)
- 1840 – Alphonse Daudet, francouzský spisovatel († 16. prosince 1897)
- 1842 – Arthur Sullivan, britský hudební skladatel, tvůrce oper a operet († 22. listopadu 1900)
- 1850 – Modest Iljič Čajkovskij, ruský dramatik, operní libretista a překladatel († 15. ledna 1916)
- 1851 – Oscar Kellner, německý agronom († 12. září 1911)
- 1856 – Peter Henry Emerson, britský fotograf († 12. května 1936)
- 1857 – Ronald Ross, britský lékař, parazitolog a spisovatel, nositel Nobelovy ceny († 16. září 1932)
- 1859 – Eduard Kaempffer, německý malíř († 1926)
- 1867 – Thomas Gann, irský archeolog († 24. února 1938)
- 1868 – Sumner Paine, olympijský vítěz ve sportovní střelbě († 18. dubna 1904)
- 1870 – Markéta Sofie Rakouská, arcivévodkyně rakouská, princezna uherská, česká a toskánská († 24. srpna 1902)
- 1876 – Vojislav Marinković, předseda vlády Království Jugoslávie († 18. září 1935)
- 1878 – Muriel Robbová, anglická tenistka († 12. února 1907)
- 1881 – Johannes Schultze, německý historik († 2. října 1976)
- 1882 – Georges Braque, francouzský malíř, jeden ze zakladatelů kubismu († 31. srpna 1963)
- 1883 – Georgios Papanikolaou, řecko-americký lékař, průkopník cytopatologie († 19. února 1962)
- 1888 – Inge Lehmannová, dánská seismoložka a geofyzička († 21. února 1993)
- 1890 – Nikola Mirkov, srbský inženýr, autor modernizace kanálu Dunaj–Tisa–Dunaj († 23. července 1957)
- 1895 – Hans Falkenhagen, německý fyzik († 26. června 1971)
- 1898 – Babe Dye, kanadský hokejista, člen hokejové síně slávy († 3. ledna 1962)
- 1900 – Karl Wolff, nejvyšší velitel SS a policie v Itálii († 17. července 1984)
- 1901 – Witold Pilecki, spoluzakladatel protinacistické odbojové organizace Tajná polská armáda († 25. května 1948)
- 1907 – Daphne du Maurier, anglická spisovatelka († 19. dubna 1989)
- 1908 – Pavol Gašparovič Hlbina, slovenský kněz, básník a překladatel († 21. října 1977)
- 1912
  - Dmitrij Baltermanc, sovětský novinářský fotograf († 11. června 1980)
  - Gil Evans, kanadský jazzový klavírista a hudební skladatel († 20. dubna 1988)
- 1920 – Eduard Vladimír Tvarožek, slovenský esperantista, básník a překladatel († 9. srpna 1999)
- 1922 – Ján Bystrický, slovenský geolog († 3. června 1986)
- 1923 – Red Garland, americký jazzový pianista († 23. dubna 1984)
- 1924 – Giovanni Sartori, italský politolog, filozof a teoretik demokracie († 4. dubna 2017)
- 1927 – Jakub Schwarz Trojan, český teolog a filosof
- 1928 – Édouard Molinaro, francouzský filmový režisér, scenárista a herec († 7. prosince 2013)
- 1929 – Creed Taylor, americký hudební producent
- 1930
  - José Jiménez Lozano, španělský spisovatel († 9. března 2020)
  - Mike Gravel, americký politik († 26. června 2021)
- 1931 – Jim Jones, zakladatel sekty Chrám lidu, v Jonestownu v Guyaně nařídil více než 900 členům hromadnou sebevraždu († 18. listopadu 1978)
- 1934 – Ehud Necer, izraelský archeolog († 28. října 2010)
- 1937 – Roger Zelazny, americký autor fantasy a science fiction († 14. června 1995)
- 1938
  - Ross Tompkins, americký klavírista († 30. června 2006)
  - Giuliano Amato, premiér Itálie
  - Eberhard Schoener, německý dirigent a hudební skladatel
- 1939
  - Peter Frenkel, německý atlet, chodec, olympijský vítěz v chůzi
  - Harvey Keitel, americký herec (Gauneři, Pulp Fiction: Historky z podsvětí, Od soumraku do úsvitu, Sestra v akci)
- 1941 – Ritchie Valens, americký zpěvák, hudební skladatel a kytarista († 3. února 1959)
- 1942
  - Vladimir Džanibekov, sovětský vojenský letec a kosmonaut
  - Pál Schmitt, maďarský dvojnásobný olympijský vítěz v šermu, politik, prezident Maďarska
- 1945
  - Lou Marini, americký saxofonista a skladatel
  - Tammám Salám, premiér Libanonu
- 1946 – Jonatan Netanjahu, izraelský voják a národní hrdina († 4. července 1976)
- 1949
  - Zoë Wanamaker, britsko-americká herečka
  - Dragica Wedamová Lukićová, slovinská právnička
  - Jane Gloverová, dirigentka a muzikoložka ze Spojeného království
- 1950 – Joe Johnston, americký filmový režisér
- 1950
  - Danny Kirwan, britský hudebník
  - Stevie Wonder, americký zpěvák, skladatel a producent
- 1951 – Paul Thompson, britský bubeník
- 1954 – Johnny Logan, irský zpěvák a skladatel
- 1956
  - Iwan Bala, velšský výtvarník
  - Alexandr Kaleri, ruský kosmonaut
  - Vjekoslav Bevanda, bosenský premiér
- 1957
  - Claudie Haigneréová, francouzská lékařka, kosmonautka a politička
  - Kodži Suzuki, japonský spisovatel
- 1963
  - Andrea Leadsomová, britská politička
  - Andrzej Przewoźnik, polský historik († 10. dubna 2010)
- 1967
  - Chuck Schuldiner, americký death metalový zpěvák, hudební skladatel a kytarista († 13. prosince 2001)
  - Melanie Thornton, americká zpěvačka († 24. listopadu 2001)
- 1969 – Buckethead, vlastním jménem Brian Patrick Carroll, americký avantgardní hudební skladatel a kytarista
- 1977 – Pablo Agüero, argentinský režisér
- 1979 – Karel Filip Švédský, švédský princ
- 1982 – Tomáš Malec, slovenský lední hokejista
- 1983 – Anita Görbiczová, maďarská házenkářka
- 1985 – Jaroslav Halák, slovenský lední hokejový brankář
- 1986
  - Alexander Rybak, norský zpěvák běloruského původu, vítěz Eurovision Song Contest 2009
  - Robert Pattinson, britský herec, muzikant a model
  - Lena Dunham, americká herečka, scenáristka a filmová tvůrkyně
- 1987
  - Candice Accola, americká herečka a zpěvačka
  - Candice Kingová, americká herečka a zpěvačka
  - Marianne Vos, nizozemská cyklistka
- 1993
  - Debby Ryan, americká herečka a zpěvačka
  - Romelu Lukaku, belgický fotbalista
- 1994 – Loïc Bruni, francouzský šampion v downhillu
- 1999 – Meiči Narasaki, japonský sportovní lezec

## Úmrtí

### Česko

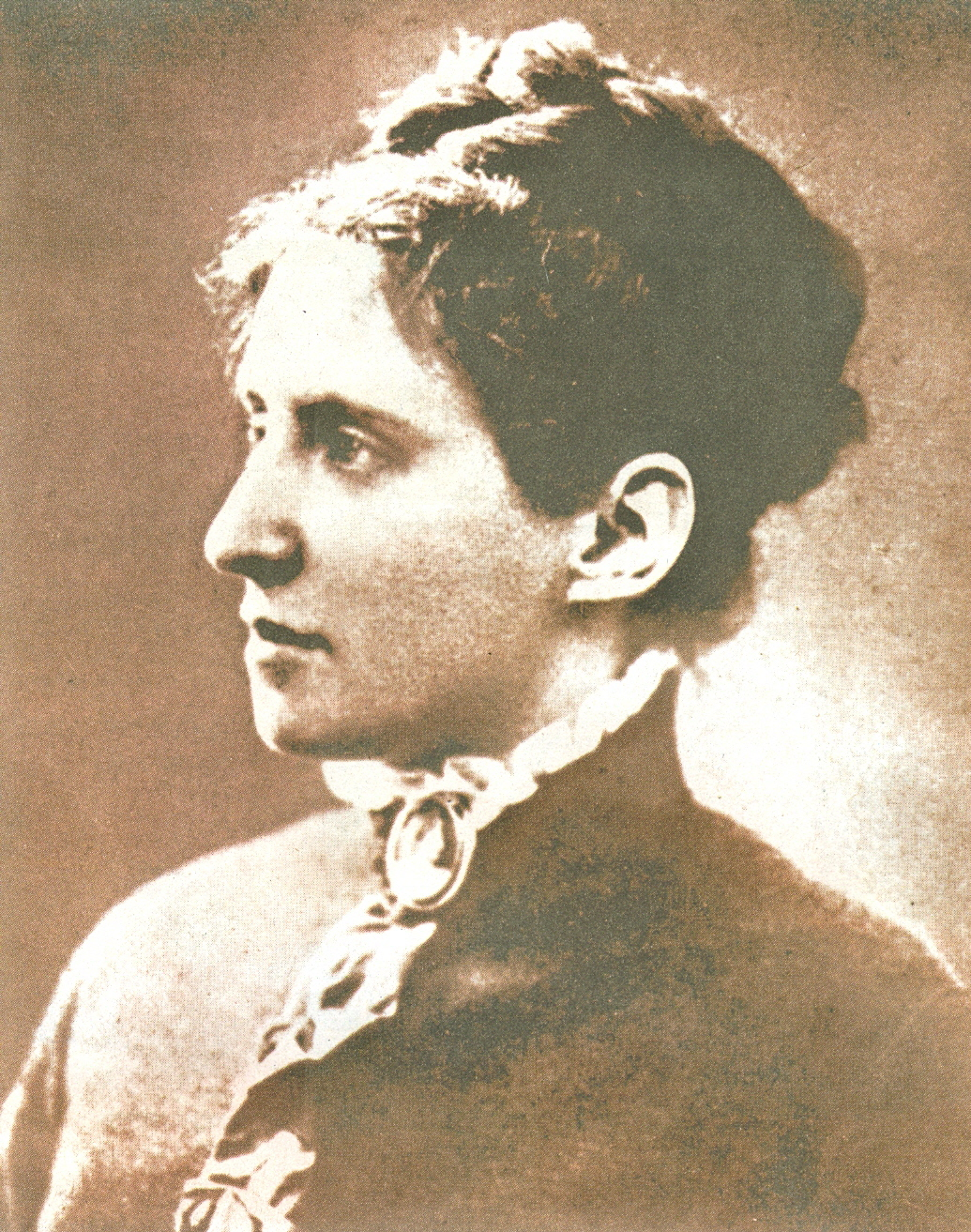
Charlotta Garrigue-Masaryková († 1923)

- 1873 – Kašpar Mašek, skladatel působící ve Slovinsku (* 6. ledna 1794)
- 1903 – Ferdinand Marjánko, novinář a překladatel (* 31. května 1845)
- 1921 – Marie Hřímalá, klavíristka a operní pěvkyně (* 7. září 1839)
- 1923
  - Charlotta Garrigue-Masaryková, choť československého prezidenta Tomáše Garrigua Masaryka (* 20. listopadu 1850)
  - Robert Siercke, rakouský automobilový závodník a funkcionář, obchodní rada firmy Steyr Mannlicher (* 9. března 1870)
- 1940 – Franz Köhler, československý politik německé národnosti (* 6. ledna 1881)
- 1944 – Vladimír Hauptvogel, voják, příslušník výsadku Chalk (* 8. února 1914)
- 1947 – Jan Kapras, právní historik a politik (* 17. ledna 1880)
- 1952 – Alois Velich, fyziolog, patolog a politik (* 10. srpna 1869)
- 1957 – Paul Wittich, československý politik německé národnosti (* 22. listopadu 1877)
- 1978 – Jan Heřmánek, československý boxer, stříbrná medaile OH 1928 (* 28. května 1907)
- 1982 – Věra Suková, tenistka (* 13. června 1931)
- 1983 – Oldřich Palkovský, hudební skladatel a pedagog (* 24. února 1907)
- 1985 – František Harant, český matematik (* 5. srpna 1925)
- 1988 – Karel Dvořák, spisovatel, novinář, divadelník a překladatel (* 26. března 1911)
- 1990 – František Hudeček, grafik, ilustrátor a malíř (* 7. dubna 1909)
- 1997 – Zdeňka Veřmiřovská, gymnastka (* 27. června 1913)
- 2000 – Jarmila Urbánková, překladatelka a lyrická básnířka (* 23. února 1911)
- 2005 – Miroslav Kokoška, hráč na marimbu a hudební skladatel (* 19. července 1944)
- 2012 – Ludvík Mucha, kartograf, historik kartografie (* 29. června 1927)
- 2013 – Bořík Procházka, herec (* 29. listopadu 1930)

### Svět

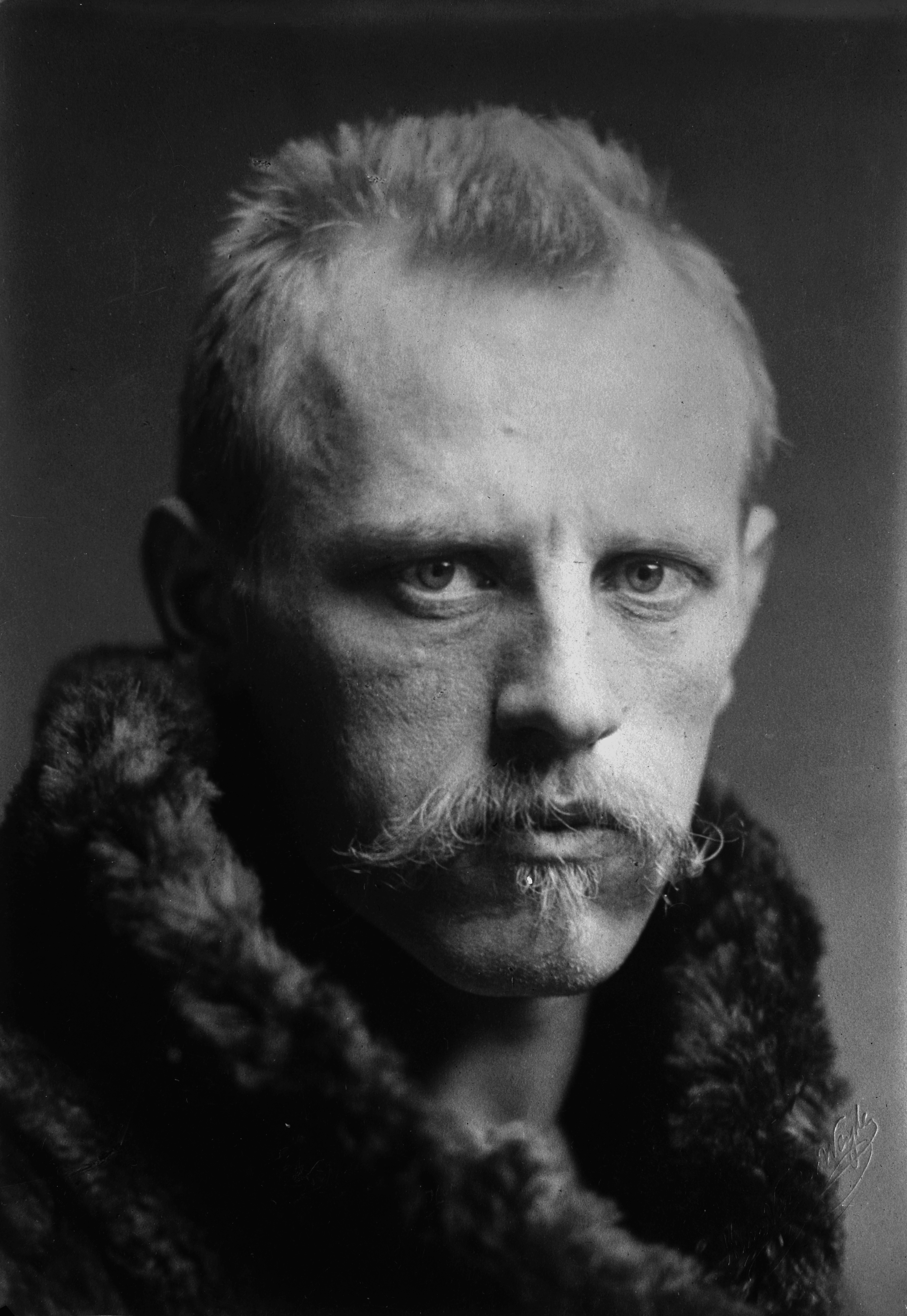
Fridtjof Nansen († 1930)

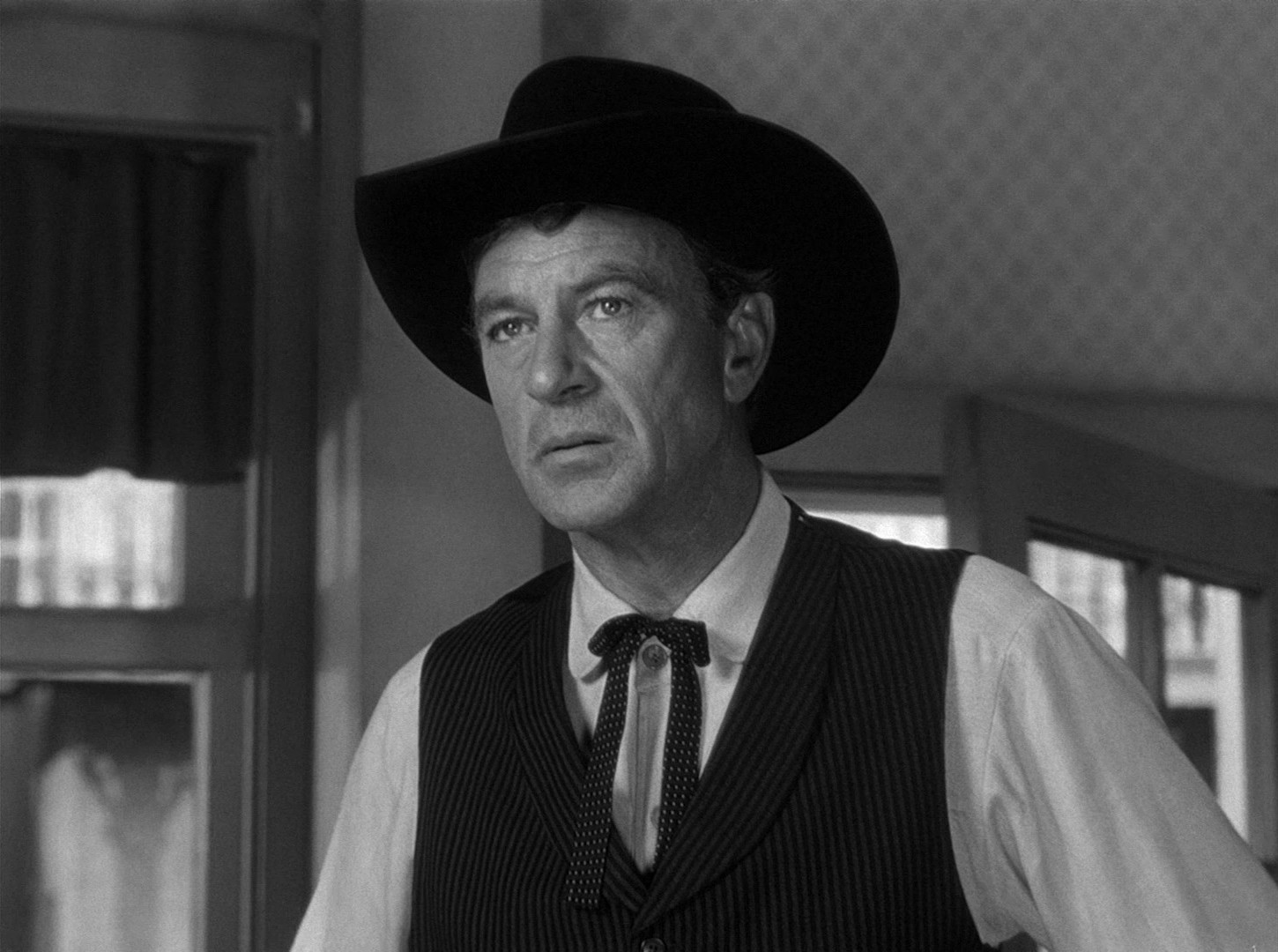
Gary Cooper († 1961)

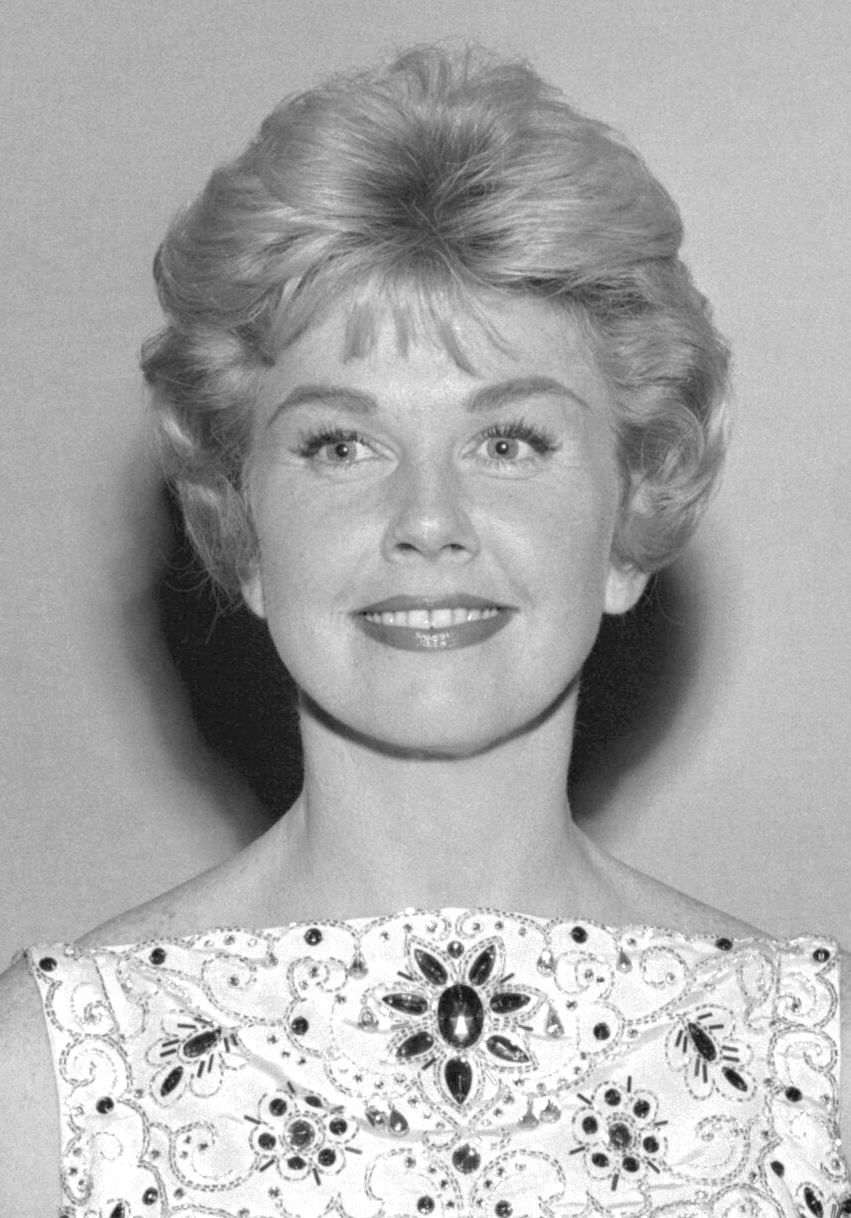
Doris Day († 2019)

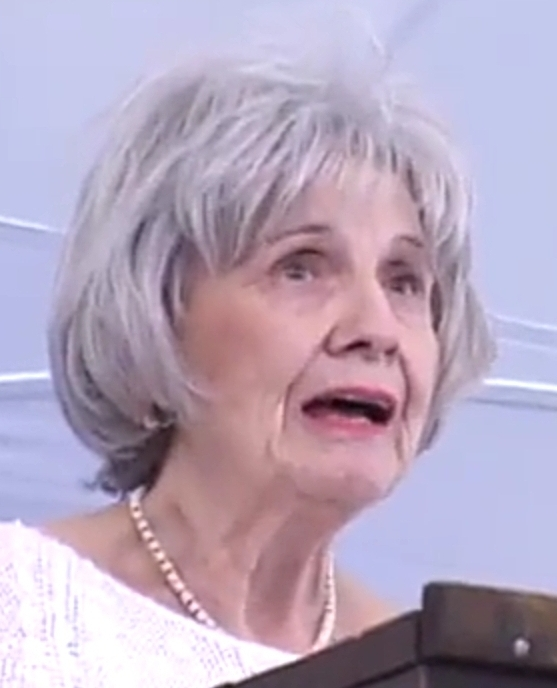
Alice Munro († 2024)

- 1568 – Žofie Pomořanská, manželka dánského krále Frederika I. (* 1498)
- 1573 – Šingen Takeda, japonský daimjó, vládce provincií Šinano a Kai, vojevůdce a stratég (* 1. prosince 1521)
- 1619 – Johan van Oldenbarnevelt, nizozemský státník, který hrál důležitou úlohu za nizozemské revoluce (* 14. září 1547)
- 1646 – Marie Anna Španělská, manželka císaře Ferdinanda III. (* 18. srpna 1606)
- 1739 – Dubislav Gneomar von Natzmer, pruský polní maršál (* 1654)
- 1768 – Luisa Anna Hannoverská, vnučka britského krále Jiřího II. (* 19. března 1749)
- 1812 – Johannes Matthias Sperger, rakouský skladatel (* 23. března 1750)
- 1826 – Christian Kramp, francouzský matematik (* 8. července 1760)
- 1832 – Georges Cuvier, francouzský přírodovědec a zoolog (* 23. srpna 1769)
- 1835 – John Nash, britský architekt (* 18. ledna 1752)
- 1839 – Joseph Fesch, francouzský arcibiskup a kardinál (* 3. ledna 1763)
- 1851 – Augusta Bavorská, princezna bavorská a vévodkyně z Leuchtenbergu (* 21. června 1788)
- 1871 – Daniel Auber, francouzský hudební skladatel (* 29. ledna 1782)
- 1878 – Joseph Henry, americký fyzik (* 17. prosince 1797)
- 1899 – William James Harding, novozélandský fotograf (* 19. září 1826)
- 1900 – Hermann Levi, německý klavírista, dirigent a skladatel (* 7. listopadu 1839)
- 1904 – Eugen Kumičić, chorvatský spisovatel a politik (* 11. ledna 1850)
- 1916
  - Šolom Alejchem, židovský spisovatel (* 2. března 1859)
  - Clara Louise Kellog, americká sopranistka a divadelní ředitelka (* 9. července 1842)
- 1917 – Gustav Jäger, německý biolog, fyziolog a antropolog (* 23. června 1832)
- 1921
  - Arpad Schmidhammer, německý ilustrátor knih a karikaturista (* 12. února 1857)
  - Jean Aicard, francouzský spisovatel, básník a dramatik (* 14. února 1848)
- 1930 – Fridtjof Nansen, norský průzkumník, vědec a diplomat, nositel Nobelovy ceny za mír za rok 1922 (* 10. října 1861)
- 1938 – Charles Edouard Guillaume, švýcarský fyzik, nositel Nobelovy ceny (* 15. února 1861)
- 1945
  - Oscar Almgren, švédský archeolog (* 9. listopadu 1869)
  - Josef Šnejdárek, český armádní generál (* 2. dubna 1875)
- 1947 – Wilhelm Pinder, německý teoretik a historik umění (* 25. června 1878)
- 1956 – Alexandr Fadějev, sovětský spisovatel (* 24. prosince 1901)
- 1961 – Gary Cooper, americký filmový herec (* 7. května 1901)
- 1963
  - Georg Pahl, německý novinářský fotograf (* 20. října 1900)
  - Alois Hudal, rakouský biskup, který působil ve Vatikánu a pomáhal nacistickým zločincům uprchnout z Evropy přes Vatikán (* 31. května 1885)
- 1967 – Barnett Stross, britský lékař a politik, iniciátor kampaně za obnovu Lidic (* 25. prosince 1899)
- 1970 – Márton Moyses, sedmihradský maďarský básník (* 20. dubna 1941)
- 1971 – E. L. T. Mesens, belgický galerista, spisovatel, básník, malíř a hudebník (* 27. listopadu 1903)
- 1982 – Kara Karajev, hudební skladatel a pedagog ázerbájdžánského původu (* 5. února 1918)
- 1984 – Stanisław Ulam, americký matematik (* 13. dubna 1909)
- 1987 – Richard Ellmann, americký literární kritik a historik (* 15. března 1918)
- 1988
  - Sergej Georgijevič Gorškov, admirál loďstva Sovětského svazu (* 26. února 1910)
  - Chet Baker, americký jazzový trumpetista a zpěvák (* 23. prosince 1929)
- 1992 – Wanda Rutkiewiczová, polská horolezkyně, alpinistka (* 4. února 1943)
- 1999 – Roy Crowson, britský biolog (* 22. listopadu 1914)
- 2001 – Sergej Alexandrovič Afanasjev, sovětský politik (* 30. srpna 1918)
- 2004 – Ernest Zmeták, slovenský malíř (* 12. ledna 1919)
- 2005 – George Dantzig, americký matematik (* 8. listopadu 1914)
- 2006 – Jaroslav Pelikan, americký teolog a historik (* 17. prosince 1923)
- 2008 – Bernardin Gantin, beninský kardinál (* 8. května 1922)
- 2012 – Donald Dunn, americký baskytarista, hudební skladatel a herec (* 24. listopadu 1941)
- 2013 – Kenneth Waltz, americký politolog (* 8. června 1924)
- 2019 – Doris Dayová, americká zpěvačka, herečka a bojovnice za práva zvířat (* 3. dubna 1922)
- 2020 – Rolf Hochhuth, německý spisovatel (* 1. dubna 1931)
- 2022 – Ben Roy Mottelson, dánský fyzik, Nobelova cena 1975 (* 9. července 1926)
- 2023 – Sibylle Lewitscharoffová, německá spisovatelka (* 16. dubna 1954)
- 2024 – Alice Munroová, kanadská spisovatelka (* 10. července 1931)

## Svátky

### Česko
- Servác
- Den matek (je-li neděle)
- Glorie
- Chraniboj, Chranibor, Chranislav, Chranislava
- Konsuela
- Ofélie
- Josef Kuba

### Svět
- Světový den koktejlu
- Slovensko: Servác
- Irsko: Feis Ceoil Music festival (je-li pondělí)
- Mezinárodní den Falun Dafa

### Liturgický kalendář
- Sv. Ondřej Hubert Founet
- Sv. Servác

## Pranostiky

### Česko
- Před Servácem není léta, po Serváci s mrazy veta.
- Před 13. dnem máje nejsme ubezpečeni stálého letního povětří;
po tomto dni ale není zapotřebí se obávati vínu škodného mrazu.
- Pan Serboni pálí stromy.
- Pankrác, Servác, Bonifác – ledoví muži, spalují mrazem ovoce i růži.

| 13. květen v pražském KlementinuÚdaje jsou platné k 8. 7. 2025. | 13. květen v pražském KlementinuÚdaje jsou platné k 8. 7. 2025. | 13. květen v pražském KlementinuÚdaje jsou platné k 8. 7. 2025. |
| minimum                                                         | denní průměr                                                    | maximum                                                         |
| --------------------------------------------------------------- | --------------------------------------------------------------- | --------------------------------------------------------------- |
| 1,9 °C (1876)                                                   | 15,3 °C (od 1961)                                               | 30,8 °C (1945)                                                  |